# Organización Socialdemócrata Obrera Judía Avangard

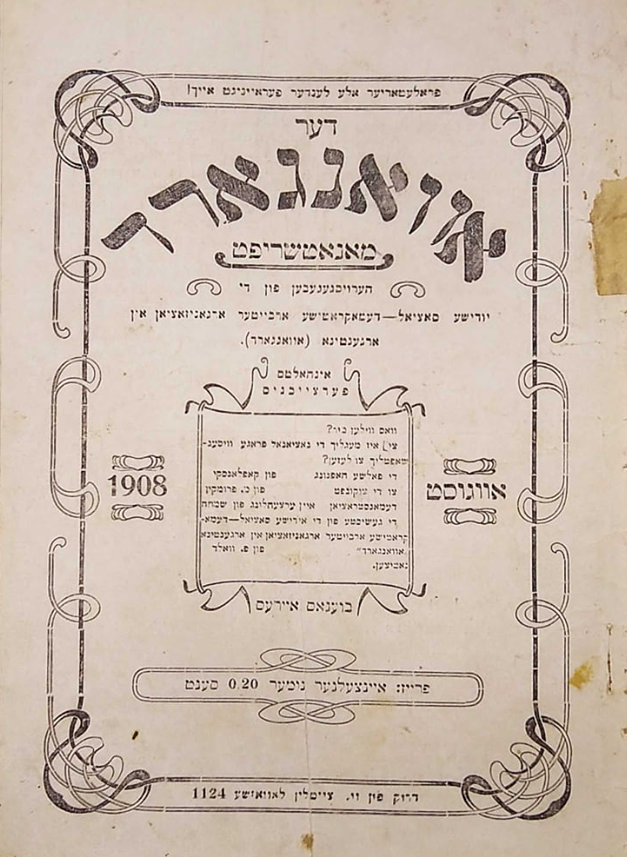
Portada de Der Avangard, número de agosto de 1908

La Organización Socialdemócrata Obrera Judía Avangard (en yidis: יידישע סאציאל-דעמאקראטישע ארבייטער ארגאניזאציאן אין ארגענטינא (אוואנגארד)‎), conocida a veces solo como Avangard, fue una organización socialista judía que existió en Argentina a comienzos del siglo XX. 

## Historia
Fue fundada el 20 de enero de 1907 por un grupo de socialistas judíos inspirados por el Bund, nombre común de la Unión General de Trabajadores Judíos de Lituania, Polonia y Rusia. La organización tenía su oficina en México 2070, Buenos Aires.
La organización buscó organizar a los trabajadores judíos en sindicatos, ya sea en sindicatos generales junto con trabajadores cristianos o en sindicatos explícitamente judíos (como los sindicatos judíos de panaderos y fabricantes de gorras). La organización luchó contra la Ley de Residencia y la Ley de Orden Social. La organización también organizó actividades culturales y educativas en idioma yiddish.Políticamente estaba cerca del Partido Socialista, pero las posturas antinacionalistas de Avangard provocaron fricciones con el partido.
En el año 1908, una facción asimilacionista de habla rusa dentro de Avangard, llamada grupo iskravets (por la publicación rusa Iskra), fundó su propia organización, Tsenter Avangard ("Centro de Vanguardia", en español), que se integró con el Partido Socialista como su unidad de propaganda en lengua yiddish.
Las figuras clave de Avangard, después de la escisión y vinculadas con el Bund, fueron Pinie Wald, S. Kaplansky, A. Epshteyn y M. Mas.
Desde entonces, Avangard y Tsenter Avangard pelearon por el control de la antigua biblioteca Avangard. En 1912 la biblioteca de Avangard se fusionó con la biblioteca de la Unión General de Obreros Israelitas, creando la Biblioteca Progreso.
En agosto de 1908, el grupo que permaneció en Avangard comenzó a publicar la revista mensual Der Avangard ('La Vanguardia" en español). Entre 1908 y 1910, Der Avangard publicó materiales bundistas procedentes del Comité Exterior del Bund en Ginebra. Entre los colaboradores de Der Avangard se encuentran M. Olguin, Hersz Libman, A. Litvak, I. Salutzky y D. Pinski. Sin embargo, la publicación mensual Der Avangard se suspendió en diciembre de 1909, retomando la edición nuevamente en febrero-mayo de 1910. En 1910 todas las organizaciones socialistas en Argentina se vieron obligadas a suspender sus actividades bajo el Estado de Sitio anunciado durante el Centenario argentino. Entre estas, dejó de publicarse la revista Avangard durante medio año.
Der Avangard reanudó su publicación en enero de 1916 (primero con S. Kaplansky como editor y luego con Pinie Wald) y continuó publicándose hasta 1920.
Durante la Semana Trágica de enero de 1919, la Liga Patriótica Argentina atacó a Avangard y otros supuestos grupos "judíos maximalistas". Incluso, la biblioteca Avangard en Ecuador 359 de Buenos Aires fue quemada por la turba. Entre las numerosas víctimas durante esos hechos estaba Leon (Leibl) Futaievsky, miembro de Avangard, que fue asesinado; mientras que Pinie Wald fue detenido. Bajo tortura, Wald fue obligado a confesar un supuesto complot para instalar un régimen soviético en Argentina.
En 1920 Avangard se dividió en dos; una facción mayoritaria comunista y una facción minoritaria socialista. La facción comunista se alineó con el Partido Socialista Internacional a mediados de 1920, y finalmente se convirtió en la sección judía del Partido Comunista de Argentina en 1921. La facción socialista de Avangard fue refundada como el Bund Laboral Judío General.